# 过二硫酸
过二硫酸（或称为“过氧二硫酸”、“过硫酸”或“马歇尔酸”）是一种硫的含氧酸，分子式为H2S2O8。其结构可以表示为HO3SOOSO3H。虽然过二硫酸分子中的硫的氧化态为+6，但因为该分子中还具有类似过氧根的结构，所以其表现出比硫酸根更高的氧化态。过二硫酸常态下为固体，加热熔化时易分解。过二硫酸的盐称为过二硫酸盐。
过二硫酸易溶于水并具有吸水性，在热溶液中易发生水解，先后产生过一硫酸与过氧化氢。过二硫酸具有不稳定性，在室温下可以缓慢分解，放出氧气。过二硫酸具有强氧化性，能将氯离子等卤素离子氧化成卤素单质、氨氧化成氮气、将苯胺氧化成苯胺黑，与乙醇、乙醚等有机物作用会发生爆炸。过二硫酸的氧化性弱于过一硫酸。

## 制备
过二硫酸可通过电解硫酸氢钾获得过二硫酸钾，再将该钾盐转化为钡盐后经硫酸酸化制备。
BaS2O8 + H2SO4 → BaSO4↓ + H2S2O8
也可由电解硫酸或将氯磺酸与无水过氧化氢作用制得。过二硫酸盐则可由电解对应硫酸盐产生。

## 用途
虽然过二硫酸本身用途并不大，但过二硫酸盐在工业上用途广泛，可作为强氧化剂等。